# Католицизм в Израиле
Католицизм в Израиле или Римско-Католическая Церковь в Израиле является частью всемирной Католической церкви. Численность католиков в стране составляет около 113 тысяч человек. Католическая церковь в Израиле представлена Римско-Католической церковью (около 10 тысяч человек) и Восточными католическими церквями (Мелькитская католическая церковь — около 70 тысяч человек, Сирийская католическая церковь — около 10 тысяч человек, Маронитская католическая церковь — около 7,5 тысяч человек, Армянская католическая церковь — около 500 человек).

## История
На территории современного Израиля возникло христианство как одна из мировых религий. В течение многих веков Палестина была духовным центром для всех конфессий христианства и местом паломничества. С первых веков существования христианства в Палестине действовали церковные структуры различных древних христианских церквей (дохалкидонские, халкидонские и монофизитские). После разделения церкви в XI веке церковные структуры Католической церкви появились во время образования Иерусалимского королевства крестоносцев в 1099 году. При короле Балдуине I в Палестине значительно увеличилось число католиков латинского обряда и был учреждён латинский патриархат. С конца XI века на территории современного Израиля стали действовать различные монашеские ордена, среди них особую известность получили госпитальеры и тамплиеры. В 1291 году Иерусалимское королевство пало под натиском мамлюков и численность католиков стало уменьшаться. Тем не менее, латинский иерусалимский патриархат сохранял свою деятельность до нашего времени. В 1342 году Святой Престол учредил автономную францисканскую Кустодию Святой Земли, которой было поручено хранить христианские святыни Палестины.
Начиная с XVIII века к Католической церкви стали присоединяться общины восточных церквей, в результате чего возникли так называемые Восточные католические церкви и численность католиков в Палестине значительно увеличилась за счёт восточных католиков.
После обретения независимости в 1948 году в Израиле была провозглашена свобода вероисповедания. Официальный статус получили общины Армянской католической, Маронитской католической, Мелькитской католической, Сирийской католической, Халдейской католической церквей и Латинского патриархата. В Израиле был принят принцип status quo, согласно которому запрещалось вносить изменения в отношения между христианскими общинами и их собственностью. 11 февраля 1948 года Римский папа Пий XII издал буллу «Supremi Pastoris», которой учредил апостольскую нунциатуру Палестины, Трансиордании и Кипра.
В 1993 году между Ватиканом и Израилем был подписано Основополагающее соглашение, в котором были закреплены обязательства, касающиеся принципа status quo, касавшегося святых мест, принадлежавших католическим общинам, а также свободы вероисповедания и свободы доступа к местам паломничества в Святой Земле.

## Структура
На 2014 год в стране действовали следующие территориально-административные структуры Католической церкви:
- Армянская католическая церковь. Действует Патриарший экзархат Иерусалима и Аммана, который объединяет около 500 верующих
- Латинский патриархат, объединяющий католиков латинского обряда. Подразделяется на два викариата, один из которых объединяет католиков-арабов (его центр находится в Назарете) и другой — католиков-евреев, которых объединяет аббат бенедиктинского монастыря в Абу-Гош. На территории Израиля в настоящее время действуют 13 мужских и 16 женских монашеских орденов.
- Маронитская католическая церковь. Действуют Патриарший экзархат Иерусалима и Палестины (около 500 человек) и Архиепархия Хайфы и Святой Земли (около 7 тысяч человек).
- Мелькитская католическая церковь. Действуют Архиепархия Иерусалима с центром в Иерусалиме (около 3 тысяч человек) и Архиепархия Акки с центром в Хайфе (95 тысяч человек).
- Сирийская католическая церковь. Действует Патриарший экзархат Иерусалима (около 2 тысяч верующих).
- Халдейская католическая церковь. В Иерусалиме находится резиденция патриарха и действует один приход.